# Mitchell’s Fold
Mitchell’s Fold ist ein Steinkreis in Shropshire in England. Er liegt 300 m hoch, auf dem Stapeley Hill im Hügelland östlich von Chirbury, nahe der Grenze zu Wales. Er wurde in der Bronzezeit zwischen 2000 und 1400 v. Chr. errichtet.

## Beschreibung
Der einst aus 30 Steinen bestehende Kreis, von denen noch 14 erhalten sind, hat etwa 27,0 m Durchmesser. Die meisten Steine sind weniger als einen Meter hoch. Die größten erreichen fast zwei Meter. Im und um den Kreis verlaufen niedrige Wälle. Ihre Beziehung zum Kreis ist unbekannt. 
Vom Kreis aus hat man gute Sicht auf die Stiperstones im Osten. Die Hoarstones ein weiterer Steinkreis liegt nur 2,5 km entfernt. Früher gab es einen dritten Kreis, der als Whetstones bekannt war.

## Legenden
Einer der Steine soll eine versteinerte Hexe sein. Ihre Versteinerung steht im Zusammenhang mit der Legende um eine Wunderkuh, die jedem, der mit einem Gefäß vorbeikam, Milch gab, bis das Gefäß voll war. Die Hexe kam jedoch mit einem Sieb und molk die Kuh so lange, bis sie keine Milch mehr gab. Dafür wurde sie bestraft. Der Steinkreis soll von der Bevölkerung um die Hexe errichtet worden sein, um sie am Entkommen zu hindern. Eine Darstellung dieser Legende ist 1879 von Reverend Waldegrave Brewster ins Kapitell einer Sandsteinsäule der Middleton Kirche nahe dem Stapeley Hill gemeißelt worden.
Es wird auch überliefert, dass König Arthur sein Schwert Excalibur aus einem der Steine zog, um König Britanniens zu werden. 